# Kelly Jones (tennista)
Kelly Jones (Fort Gordon, 31 marzo 1964) è un ex tennista statunitense.

## Carriera
In carriera ha vinto 2 titoli in singolare e 8 titoli di doppio. Nei tornei del Grande Slam ha ottenuto il suo miglior risultato raggiungendo la finale di doppio misto a Wimbledon nel 1988 e di doppio agli Australian Open nel 1992 e agli US Open nello stesso anno. Nel 1992 nel doppio ha raggiunto il 1º posto nel ranking mondiale.
È il tennista che in era Open ha salvato il maggior numero di match point (11) in un incontro vinto, a pari merito con Adriano Panatta e Simon Youl.

## Statistiche

### Singolare

#### Vittorie (2)
| Numero | Anno           | Torneo                    | Superficie | Avversario in finale | Punteggio     |
| 1.     | 30 aprile 1989 | Singapore Open, Singapore | Cemento    | Amos Mansdorf        | 6–1, 7–5      |
| 2.     | 6 maggio 1990  | Singapore Open, Singapore | Cemento    | Richard Fromberg     | 6–4, 2–6, 7–6 |

### Doppio

#### Vittorie (8)
| Numero | Anno             | Torneo                                              | Superficie  | Compagno          | Avversari in finale               | Punteggio     |
| 1.     | 12 gennaio 1987  | Heineken Open, Auckland                             | Cemento     | Brad Pearce       | Carl Limberger Mark Woodforde     | 7-6, 7-6      |
| 2.     | 10 luglio 1988   | Hall of Fame Tennis Championships, Newport          | Erba        | Peter Lundgren    | Scott Davis Dan Goldie            | 6–3, 7–6      |
| 3.     | 15 gennaio 1990  | Heineken Open, Auckland                             | Cemento     | Robert Van't Hof  | Gilad Bloom Paul Haarhuis         | 7-6, 6-0      |
| 4.     | 11 febbraio 1990 | Pacific Coast Championships, San Francisco          | Sintetico   | Robert Van't Hof  | Glenn Layendecker Richey Reneberg | 2-6, 7-6, 6-3 |
| 5.     | 22 ottobre 1990  | Grand Prix de Tennis de Lyon, Lione                 | Sintetico   | Patrick Galbraith | Jim Grabb David Pate              | 7–6, 6–4      |
| 6.     | 12 aprile 1992   | Japan Open Tennis Championships, Tokyo              | Cemento     | Rick Leach        | John Fitzgerald Anders Järryd     | 0-6, 7-5, 6-3 |
| 7.     | 24 agosto 1992   | ATP Volvo International, New Haven                  | Cemento     | Rick Leach        | Patrick McEnroe Jared Palmer      | 7–6, 6–7, 6–2 |
| 8.     | 24 maggio 1997   | Internationaler Raiffeisen Grand Prix, Sankt Pölten | Terra rossa | Scott Melville    | Luke Jensen Murphy Jensen         | 6-2, 7-6      |

### Doppio

#### Finali perse (10)
| Numero | Anno             | Torneo                                   | Superficie  | Compagno      | Avversari in finale              | Punteggio          |
| 1.     | 9 febbraio 1987  | Grand Prix de Tennis de Lyon, Lione      | Sintetico   | David Pate    | Guy Forget Yannick Noah          | 6-4, 3-6, 4-6      |
| 2.     | 18 ottobre 1987  | Grand Prix de Tennis de Toulouse, Tolosa | Cemento     | Patrik Kühnen | Wojciech Fibak Michiel Schapers  | 2-6, 4-6           |
| 3.     | 19 novembre 1989 | South African Open, Johannesburg         | Cemento     | Joey Rive     | Luke Jensen Richey Reneberg      | 0-6, 4-6           |
| 4.     | 25 giugno 1990   | Manchester Open, Manchester              | Erba        | Nick Brown    | Mark Kratzmann Jason Stoltenberg | 3-6, 6-2, 4-6      |
| 5.     | 4 novembre 1991  | Paris Open, Parigi                       | Sintetico   | Rick Leach    | John Fitzgerald Anders Järryd    | 6-3, 3-6, 2-6      |
| 6.     | 12 gennaio 1992  | New South Wales Open, Sydney             | Cemento     | Scott Davis   | Sergio Casal Emilio Sánchez      | 6-3, 1-6, 4-6      |
| 7.     | 1992             | Australian Open, Melbourne               | Cemento     | Rick Leach    | Todd Woodbridge Mark Woodforde   | 4-6, 3-6, 4-6      |
| 8.     | 1992             | US Open, New York                        | Cemento     | Rick Leach    | Jim Grabb Richey Reneberg        | 6-3, 6-7, 3-6, 3-6 |
| 9.     | 9 maggio 1993    | Tampa Open, Tampa                        | Terra rossa | Jared Palmer  | Todd Martin Derrick Rostagno     | 3-6, 4-6           |
| 10.    | 4 maggio 1997    | Verizon Tennis Challenge, Atlanta        | Terra verde | Scott Davis   | Jonas Björkman Nicklas Kulti     | 2-6, 6-7           |

### Doppio misto

#### Finali perse (1)
| Numero | Anno | Torneo            | Superficie | Compagna        | Avversari in finale            | Punteggio |
| 1.     | 1988 | Wimbledon, Londra | Erba       | Gretchen Magers | Zina Garrison Sherwood Stewart | 1-6, 6-7  |